# Crioa niphobleta
Crioa niphobleta là một loài bướm đêm trong họ Noctuidae.